# Children of Madness
Children of Madness è il secondo album dei Battlezone pubblicato nel 1987.

## Tracce
1. Rip It Up – 2:49
2. I Don't Wanna Know – 3:24
3. Nuclear Breakdown – 4:59
4. Torch of Hate – 3:04
5. Whispered Rage – 4:47
6. Children of Madness – 5:28
7. Metal Tears – 6:10
8. It's Love – 3:44
9. The Promise – 3:45
10. To the Limit – 3:51